# Whitewater River (Minnesota)
Der Whitewater River (sinngemäß: „Wildwasserfluss“) ist ein Nebenfluss des oberen Mississippi Rivers in Minnesota. Er mündet im Winona County gegenüber von Buffalo in Wisconsin. Er entwässert eine Region, die als „Driftless Area of Minnesota“ bekannt ist. Städte an seinem Lauf sind Altura, Saint Charles und Elba. Die Gegend bildet halbbewaldeten Flächen, deren guter Zustand offensichtlich von Waldbränden abhängig sind.
Der North Fork Whitewater River fließt durch die Countys Wabasha, Olmsted und Winona Counties, mit einer „kanalisierten Länge von 47 km“.
Der Staat unterhält den Whitewater State Park, der am Oberlauf des Hauptarmes, am Mittelarm, sowie am Trout Run Creek liegt.
Bei der Flut im amerikanischen Mittelwesten 2007 überstieg der Fluss seine Deiche und überflutete am 18. August 2007 die Stadt Elba.